# Pezicula rhododendri
Pezicula rhododendri är en svampart som beskrevs av Remler 1980. Pezicula rhododendri ingår i släktet Pezicula och familjen Dermateaceae.   Inga underarter finns listade i Catalogue of Life.